# Love Sweat
Love Sweat è un album in studio del gruppo musicale olandese Golden Earring, pubblicato nel 1995. Si tratta di un album di cover.

## Tracce
1. When I Was Young (Vic Briggs, Eric Burdon, Barry Jenkins, Danny McCulloch, John Weider) - 3:10
2. Darkness, Darkness (Jesse Colin Young) - 3:54
3. Gotta See Jane (Eddie Holland, Ronald Miller, R. Dean Taylor) - 3:15
4. My Little Red Book (Burt Bacharach, Hal David) - 2:50
5. Sail On, Sailor (Brian Wilson, Van Dyke Parks, Tandyn Almer, Ray Kennedy, Jack Rieley) - 3:19
6. Motorbikin' (Chris Spedding) - 2:55
7. I'll Be Back Again (John Lennon, Paul McCartney) - 3:37
8. This Wheel's on Fire (Rick Danko, Bob Dylan) - 4:02
9. Ballad of a Thin Man (Dylan) - 5:07
10. Collage (Patrick Cullie, Joe Walsh) - 3:36
11. Move Over (Janis Joplin) - 3:46
12. Who Do You Love (Ellas McDaniel) - 3:36
13. Turn the Page (Bob Seger) - 5:35

## Formazione
- George Kooymans - chitarra, voce
- Rinus Gerritsen - basso
- Barry Hay - voce, chitarra
- Cesar Zuiderwijk - batteria